# Verkehrsgemeinschaft
Eine Verkehrsgemeinschaft war ein Zusammenschluss von Verkehrsunternehmen im öffentlichen Personennahverkehr (ÖPNV). Ziel war die Schaffung eines für alle einbezogenen Verkehrslinien gleichen Tarifs mit einheitlichem Fahrkartensortiment und Umsteigerecht zwischen allen Linien (Tarifgemeinschaft). Auch Vereinbarungen über Fahrpläne (Anschlussgewähr) und die Vergabe von einheitlichen Linienbezeichnungen (zur Vermeidung von Doppelnummern) konnten dazu gehören.
Österreich und besonders die Schweiz haben andere Strukturen entwickelt, hier bestehen nur Tarif- bzw. Verkehrsverbünde.

## Geschichte
Verkehrsgemeinschaften waren oft ein erster Schritt zur Schaffung eines umfassenden Verkehrsverbundes. Viele heutige Verbünde haben Gemeinschaftsverkehre als historische Grundlage, oft wurden mehrere örtliche Gemeinschaften zu einem größeren Regionalverbund vereinigt. Als Beispiel entstand der heutige Tarifverbund „Der Sechser“ in Ostwestfalen-Lippe durch Zusammenschluss von drei Gemeinschaften (VOW, MRV und VGL), wobei die Verkehrsgemeinschaft Lippe den Schienenverkehr von Anfang an einbezog. Die Verbundgesellschaft OWL Verkehr ist ein Zusammenschluss von Verkehrsunternehmen.
Traditionell waren in Deutschland meist nur Omnibusunternehmen beteiligt, für den Schienenpersonennahverkehr (SPNV) galten eigene Tarife bzw. der deutschlandweit angewendete Tarif der DB. In einigen Gemeinschaften sind jedoch auch Eisenbahnverkehrsunternehmen oder einzelne Eisenbahnstrecken einbezogen (Beispiel: die Bahnstrecke Osnabrück–Bielefeld im Tarif VOS-Plus).
Während Verkehrsverbünde zunächst in Großstadtregionen entwickelt wurden (erster deutscher Verbund 1965 in Hamburg), entstanden Verkehrsgemeinschaften eher in ländlich oder kleinstädtisch geprägten Regionen.

## Organisation
Eine Verkehrsgemeinschaft war traditionell eine Kooperation von  Verkehrsunternehmen ohne zusätzliche Managementgesellschaft. Weitgehende Änderungen von Vorgaben in Rechtsbedingungen des Verkehrsrechts (Umsetzung von EU-Richtlinien, Einführung von Wettbewerbsbedingungen) führten ab den 1990er Jahren zu Änderungen in den Unternehmensstrukturen: In Deutschland wurden durch die sogenannte Regionalisierung die Länder für den regionalen SPNV zuständig, die entsprechenden Aufgaben für den Straßenpersonennahverkehr erhielten die Landkreise bzw. Kommunen. Da nun Verkehrslinien beispielsweise in Linienbündeln europaweit ausgeschrieben werden müssen, entfiel die bisherige Grundlage für Verkehrsgemeinschaften als Kooperation zwischen Verkehrsunternehmen. Als Folge sind durch Umstrukturierungen und Einbeziehung des SPNV neue Verbünde und Verbundgesellschaften entstanden, die teilweise weiterhin als „Verkehrsgemeinschaft“ auftreten, aber auf kommunalen Aufgabenträgern bzw. Zweckverbänden oder Landesnahverkehrsgesellschaften für den Schienen- und Busverkehr beruhen (Beispiel: Verkehrsgemeinschaft Münsterland).

## Tarifstrukturen
Die Tarife der Gemeinschaften beruhen allgemein auf Zonen oder „Waben“, die sich großräumig oder auf einzelne Haltestellen bezogen überlappen können. Als „Tarifgebiet“ werden meistens Zonen bezeichnet, die an Gemeindegrenzen orientiert sind; die Gebietseinheit bildet dann eine gesamte Stadt oder Gemeinde. Hierbei sind Überlappungen oft ausgeschlossen (Gemeindegrenze gleich Preisgrenze, Anschlussgebiete beginnen zwischen Haltestellen mit Wirkung ab der nächsten Haltestelle in der angrenzenden Gemeinde). Da Anschlussfahrkarten zu Zeitkarten bereits innerhalb des Geltungsbereiches dieser Karten gelöst werden müssen, erschweren gemeindebezogene Tarifgebiete ohne Überlappungen den Fahrscheinkauf und schränken das nutzbare Fahrkartensortiment ein: Um Doppelzahlungen für bereits mit Zeitkarten bezahlte Teilstrecken zu vermeiden, werden spezielle Anschlusstarife erforderlich, Tageskarten können teilweise nicht verwendet werden.